# Christmas (Baby Please Come Home)
Christmas (Baby Please Come Home) ist ein Weihnachtslied der US-amerikanischen Sängerin Darlene Love. Die von Phil Spector produzierte Komposition wurde 1963 erstmals auf der Kompilation A Christmas Gift for You veröffentlicht.

## Chartplatzierungen

### Darlene Love
| Periode   | Höchstplatzierung, GesamtwochenChartplatzierungen (Periode, Platzierungen, Wochen) | Höchstplatzierung, GesamtwochenChartplatzierungen (Periode, Platzierungen, Wochen) | Höchstplatzierung, GesamtwochenChartplatzierungen (Periode, Platzierungen, Wochen) | Höchstplatzierung, GesamtwochenChartplatzierungen (Periode, Platzierungen, Wochen) | Höchstplatzierung, GesamtwochenChartplatzierungen (Periode, Platzierungen, Wochen) |
| Periode   | DE                                                                                 | AT                                                                                 | CH                                                                                 | UK                                                                                 | US                                                                                 |
| --------- | ---------------------------------------------------------------------------------- | ---------------------------------------------------------------------------------- | ---------------------------------------------------------------------------------- | ---------------------------------------------------------------------------------- | ---------------------------------------------------------------------------------- |
| 2016/17   | —                                                                                  | —                                                                                  | —                                                                                  | UK74 (1 Wo.)UK                                                                     | —                                                                                  |
| 2017/18   | —                                                                                  | —                                                                                  | —                                                                                  | UK77 (1 Wo.)UK                                                                     | —                                                                                  |
| 2018/19   | —                                                                                  | —                                                                                  | CH94 (1 Wo.)CH                                                                     | UK22 (3 Wo.)UK                                                                     | US43 (2 Wo.)US                                                                     |
| 2019/20   | —                                                                                  | —                                                                                  | CH44 (1 Wo.)CH                                                                     | UK33 (3 Wo.)UK                                                                     | US29 (1 Wo.)US                                                                     |
| 2020/21   | —                                                                                  | —                                                                                  | —                                                                                  | UK57 (5 Wo.)UK                                                                     | US19 (4 Wo.)US                                                                     |
| 2021/22   | —                                                                                  | —                                                                                  | CH57 (1 Wo.)CH                                                                     | UK32 (5 Wo.)UK                                                                     | US16 (6 Wo.)US                                                                     |
| 2022/23   | DE85 (1 Wo.)DE                                                                     | AT67 (1 Wo.)AT                                                                     | CH36 (4 Wo.)CH                                                                     | UK29 (5 Wo.)UK                                                                     | US15 (4 Wo.)US                                                                     |
| 2023/24   | DE92 (1 Wo.)DE                                                                     | AT69 (1 Wo.)AT                                                                     | CH32 (4 Wo.)CH                                                                     | UK31 (5 Wo.)UK                                                                     | US15 (5 Wo.)US                                                                     |
| 2024/25   | —                                                                                  | AT72 (1 Wo.)AT                                                                     | CH43 (1 Wo.)CH                                                                     | UK30 (4 Wo.)UK                                                                     | US15 (4 Wo.)US                                                                     |
| Insgesamt | DE85 (2 Wo.)DE                                                                     | AT67 (3 Wo.)AT                                                                     | CH32 (12 Wo.)CH                                                                    | UK22 (32 Wo.)UK                                                                    | US15 (26 Wo.)US                                                                    |

### Version von Michael Bublé
| Periode   | Höchstplatzierung, GesamtwochenChartplatzierungen (Periode, Platzierungen, Wochen) | Höchstplatzierung, GesamtwochenChartplatzierungen (Periode, Platzierungen, Wochen) | Höchstplatzierung, GesamtwochenChartplatzierungen (Periode, Platzierungen, Wochen) |
| Periode   | DE                                                                                 | AT                                                                                 | UK                                                                                 |
| --------- | ---------------------------------------------------------------------------------- | ---------------------------------------------------------------------------------- | ---------------------------------------------------------------------------------- |
| 2011/12   | —                                                                                  | —                                                                                  | UK47 (2 Wo.)UK                                                                     |
|           |                                                                                    |                                                                                    |                                                                                    |
|           |                                                                                    |                                                                                    |                                                                                    |
| 2014/15   | —                                                                                  | —                                                                                  | UK95 (1 Wo.)UK                                                                     |
|           |                                                                                    |                                                                                    |                                                                                    |
|           |                                                                                    |                                                                                    |                                                                                    |
| 2020/21   | DE78 (1 Wo.)DE                                                                     | —                                                                                  | —                                                                                  |
| 2021/22   | DE71 (2 Wo.)DE                                                                     | AT57 (3 Wo.)AT                                                                     | —                                                                                  |
| 2022/23   | DE61 (4 Wo.)DE                                                                     | AT73 (1 Wo.)AT                                                                     | —                                                                                  |
| 2023/24   | DE55 (4 Wo.)DE                                                                     | AT61 (1 Wo.)AT                                                                     | —                                                                                  |
| 2024/25   | DE61 (1 Wo.)DE                                                                     | —                                                                                  | —                                                                                  |
| Insgesamt | DE55 (12 Wo.)DE                                                                    | AT57 (5 Wo.)AT                                                                     | UK47 (3 Wo.)UK                                                                     |

### Version von Mariah Carey
| Periode   | Höchstplatzierung, GesamtwochenChartplatzierungen (Periode, Platzierungen, Wochen) | Höchstplatzierung, GesamtwochenChartplatzierungen (Periode, Platzierungen, Wochen) |
| Periode   | CH                                                                                 | UK                                                                                 |
| --------- | ---------------------------------------------------------------------------------- | ---------------------------------------------------------------------------------- |
| 2018/19   | CH63 (1 Wo.)CH                                                                     | —                                                                                  |
| 2019/20   | CH50 (1 Wo.)CH                                                                     | —                                                                                  |
|           |                                                                                    |                                                                                    |
|           |                                                                                    |                                                                                    |
| 2021/22   | CH55 (2 Wo.)CH                                                                     | UK87 (2 Wo.)UK                                                                     |
|           |                                                                                    |                                                                                    |
|           |                                                                                    |                                                                                    |
| 2023/24   | CH67 (1 Wo.)CH                                                                     | UK58 (3 Wo.)UK                                                                     |
| 2024/25   | CH61 (1 Wo.)CH                                                                     | UK76 (1 Wo.)UK                                                                     |
| Insgesamt | CH50 (6 Wo.)CH                                                                     | UK58 (6 Wo.)UK                                                                     |

## Coverversionen
Christmas (Baby Please Come Home) wurde seit 1963 mehrfach neu eingesungen und veröffentlicht, darunter von:
- 1987: U2
- 1997: Hanson
- 1994: Mariah Carey
- 2007: KT Tunstall
- 2011: Michael Bublé
- 2012: Lady A
- 2013: Leona Lewis
- 2019: Robbie Williams
- 2020: The Offspring
- 2021: Jennifer Hudson
- 2022: Ella Henderson
- 2023: Cher & Darlene Love